# ATP German Open 1999 - Qualificazioni singolare
Le qualificazioni del singolare  dell'ATP German Open 1999 sono state un torneo di tennis preliminare per accedere alla fase finale della manifestazione. I vincitori dell'ultimo turno sono entrati di diritto nel tabellone principale. In caso di ritiro di uno o più giocatori aventi diritto a questi sono subentrati i lucky loser, ossia i giocatori che hanno perso nell'ultimo turno ma che avevano una classifica più alta rispetto agli altri partecipanti che avevano comunque perso nel turno finale.
Le qualificazioni del torneo ATP German Open 1999 prevedevano 28 partecipanti di cui 7 sono entrati nel tabellone principale.

## Teste di serie
1. Richard Fromberg (primo turno)
2. Adrian Voinea (Qualificato)
3. Arnaud Di Pasquale (Qualificato)
4. Arnaud Clément (primo turno)
5. Albert Portas (primo turno)
6. Bernd Karbacher (primo turno)
7. Oliver Gross (Qualificato)

1. Jens Knippschild (ultimo turno)
2. Rodolphe Gilbert (primo turno)
3. Petr Luxa (primo turno)
4. Andrej Čerkasov (ultimo turno)
5. Jiří Vaněk (primo turno)
6. Javier Sánchez (ultimo turno)
7. Christian Vinck (ultimo turno)

## Qualificati
1. Tuomas Ketola
2. Adrian Voinea
3. Arnaud Di Pasquale
4. Marco Meneschincheri

1. Fredrik Jonsson
2. Rodolphe Gilbert
3. Oliver Gross

## Tabellone

### Legenda
| - Q = Qualificato - WC = Wild card - LL = Lucky loser | - ALT = Alternate - SE = Special Exempt - PR = Protected Ranking | - w/o = Walkover - r = Ritirato - d = Squalificato |

### Sezione 1
|  | Primo turno | Primo turno      | Primo turno      | Primo turno | Primo turno |  |  | Ultimo turno  | Ultimo turno  | Ultimo turno | Ultimo turno | Ultimo turno |  |
|  |             |                  |                  |             |             |  |  |               |               |              |              |              |  |
|  |             | Tuomas Ketola    | Tuomas Ketola    | 6           | 7           |  |  |               |               |              |              |              |  |
|  | 1           | Richard Fromberg | Richard Fromberg | 3           | 5           |  |  | Tuomas Ketola | Tuomas Ketola | 2            | 6            | 6            |  |
|  |             | Ivo Heuberger    | Ivo Heuberger    | 7           | 6           |  |  | Ivo Heuberger | Ivo Heuberger | 6            | 4            | 1            |  |
|  | 12          | Jiří Vaněk       | Jiří Vaněk       | 6           | 3           |  |  |               |               |              |              |              |  |

### Sezione 2
|  | Primo turno | Primo turno       | Primo turno       | Primo turno | Primo turno |  |  | Ultimo turno | Ultimo turno   | Ultimo turno   | Ultimo turno | Ultimo turno |  |
|  |             |                   |                   |             |             |  |  |              |                |                |              |              |  |
|  | 2           | Adrian Voinea     | 6                 | 5           | 6           |  |  |              |                |                |              |              |  |
|  |             | Luis Morejon      | 1                 | 7           | 0           |  |  | 2            | Adrian Voinea  | Adrian Voinea  | 6            | 6            |  |
|  | 13          | Javier Sánchez    | Javier Sánchez    | 6           | 6           |  |  | 13           | Javier Sánchez | Javier Sánchez | 4            | 4            |  |
|  |             | Cristiano Caratti | Cristiano Caratti | 4           | 2           |  |  |              |                |                |              |              |  |

### Sezione 3
|  | Primo turno | Primo turno        | Primo turno        | Primo turno | Primo turno |  |  | Ultimo turno | Ultimo turno       | Ultimo turno       | Ultimo turno | Ultimo turno |  |
|  |             |                    |                    |             |             |  |  |              |                    |                    |              |              |  |
|  | 3           | Arnaud Di Pasquale | Arnaud Di Pasquale | 6           | 6           |  |  |              |                    |                    |              |              |  |
|  |             | Philipp Hammer     | Philipp Hammer     | 2           | 0           |  |  | 3            | Arnaud Di Pasquale | Arnaud Di Pasquale | 6            | 6            |  |
|  | 14          | Christian Vinck    | Christian Vinck    | 6           | 6           |  |  | 14           | Christian Vinck    | Christian Vinck    | 3            | 2            |  |
|  |             | Jakub Herm-Zahlava | Jakub Herm-Zahlava | 2           | 4           |  |  |              |                    |                    |              |              |  |

### Sezione 4
|  | Primo turno | Primo turno          | Primo turno      | Primo turno | Primo turno |  |  | Ultimo turno | Ultimo turno         | Ultimo turno | Ultimo turno | Ultimo turno |  |
|  |             |                      |                  |             |             |  |  |              |                      |              |              |              |  |
|  |             | Marco Meneschincheri | 6                | 2           | 6           |  |  |              |                      |              |              |              |  |
|  | 4           | Arnaud Clément       | 2                | 6           | 3           |  |  |              | Marco Meneschincheri | 1            | 6            | 6            |  |
|  | 11          | Andrej Čerkasov      | Andrej Čerkasov  | 6           | 6           |  |  | 11           | Andrej Čerkasov      | 6            | 3            | 4            |  |
|  |             | Sebastian Jaeger     | Sebastian Jaeger | 4           | 3           |  |  |              |                      |              |              |              |  |

### Sezione 5
|  | Primo turno | Primo turno     | Primo turno     | Primo turno | Primo turno |  |  | Ultimo turno    | Ultimo turno    | Ultimo turno    | Ultimo turno | Ultimo turno |  |
|  |             |                 |                 |             |             |  |  |                 |                 |                 |              |              |  |
|  |             | Fredrik Jonsson | Fredrik Jonsson | 6           | 6           |  |  |                 |                 |                 |              |              |  |
|  | 5           | Albert Portas   | Albert Portas   | 4           | 4           |  |  | Fredrik Jonsson | Fredrik Jonsson | Fredrik Jonsson | 6            | 6            |  |
|  |             | Petr Luxa       | Petr Luxa       | 6           | 6           |  |  | Petr Luxa       | Petr Luxa       | Petr Luxa       | 4            | 3            |  |
|  | 10          | Rogier Wassen   | Rogier Wassen   | 3           | 1           |  |  |                 |                 |                 |              |              |  |

### Sezione 6
|  | Primo turno | Primo turno        | Primo turno        | Primo turno | Primo turno |  |  | Ultimo turno       | Ultimo turno       | Ultimo turno       | Ultimo turno | Ultimo turno |  |
|  |             |                    |                    |             |             |  |  |                    |                    |                    |              |              |  |
|  |             | Aleksandar Kitinov | Aleksandar Kitinov | 6           | 6           |  |  |                    |                    |                    |              |              |  |
|  | 6           | Bernd Karbacher    | Bernd Karbacher    | 4           | 2           |  |  | Aleksandar Kitinov | Aleksandar Kitinov | Aleksandar Kitinov | 3            | 6            |  |
|  |             | Rodolphe Gilbert   | 3                  | 6           | 6           |  |  | Rodolphe Gilbert   | Rodolphe Gilbert   | Rodolphe Gilbert   | 6            | 7            |  |
|  | 9           | Marzio Martelli    | 6                  | 2           | 3           |  |  |                    |                    |                    |              |              |  |

### Sezione 7
|  | Primo turno | Primo turno      | Primo turno      | Primo turno | Primo turno |  |  | Ultimo turno | Ultimo turno     | Ultimo turno     | Ultimo turno | Ultimo turno |  |
|  |             |                  |                  |             |             |  |  |              |                  |                  |              |              |  |
|  | 7           | Oliver Gross     | Oliver Gross     | 6           | 7           |  |  |              |                  |                  |              |              |  |
|  |             | Álex López Morón | Álex López Morón | 3           | 5           |  |  | 7            | Oliver Gross     | Oliver Gross     | 6            | 6            |  |
|  | 8           | Jens Knippschild | Jens Knippschild | 7           | 6           |  |  | 8            | Jens Knippschild | Jens Knippschild | 3            | 4            |  |
|  |             | George Bastl     | George Bastl     | 5           | 3           |  |  |              |                  |                  |              |              |  |